# C3-Schiff

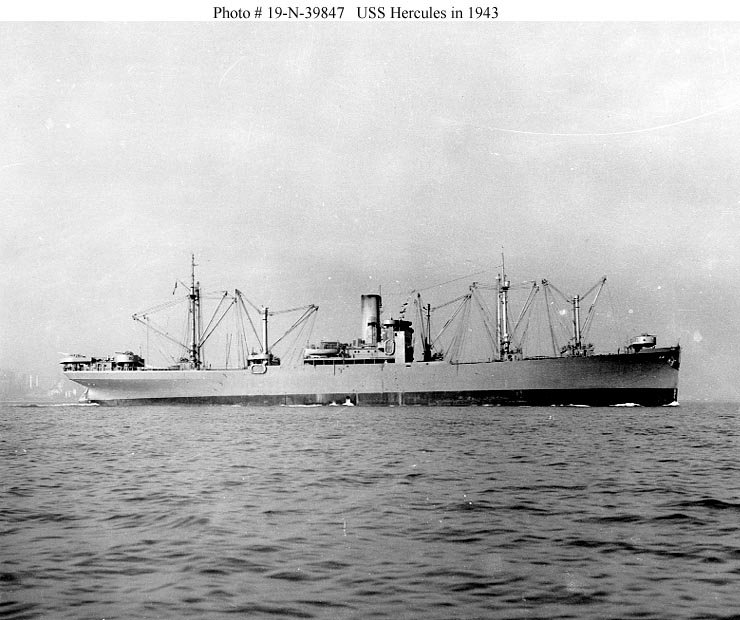
Exporter, der erste C3-Frachter, gebaut 1939 bei Bethlehem Steel

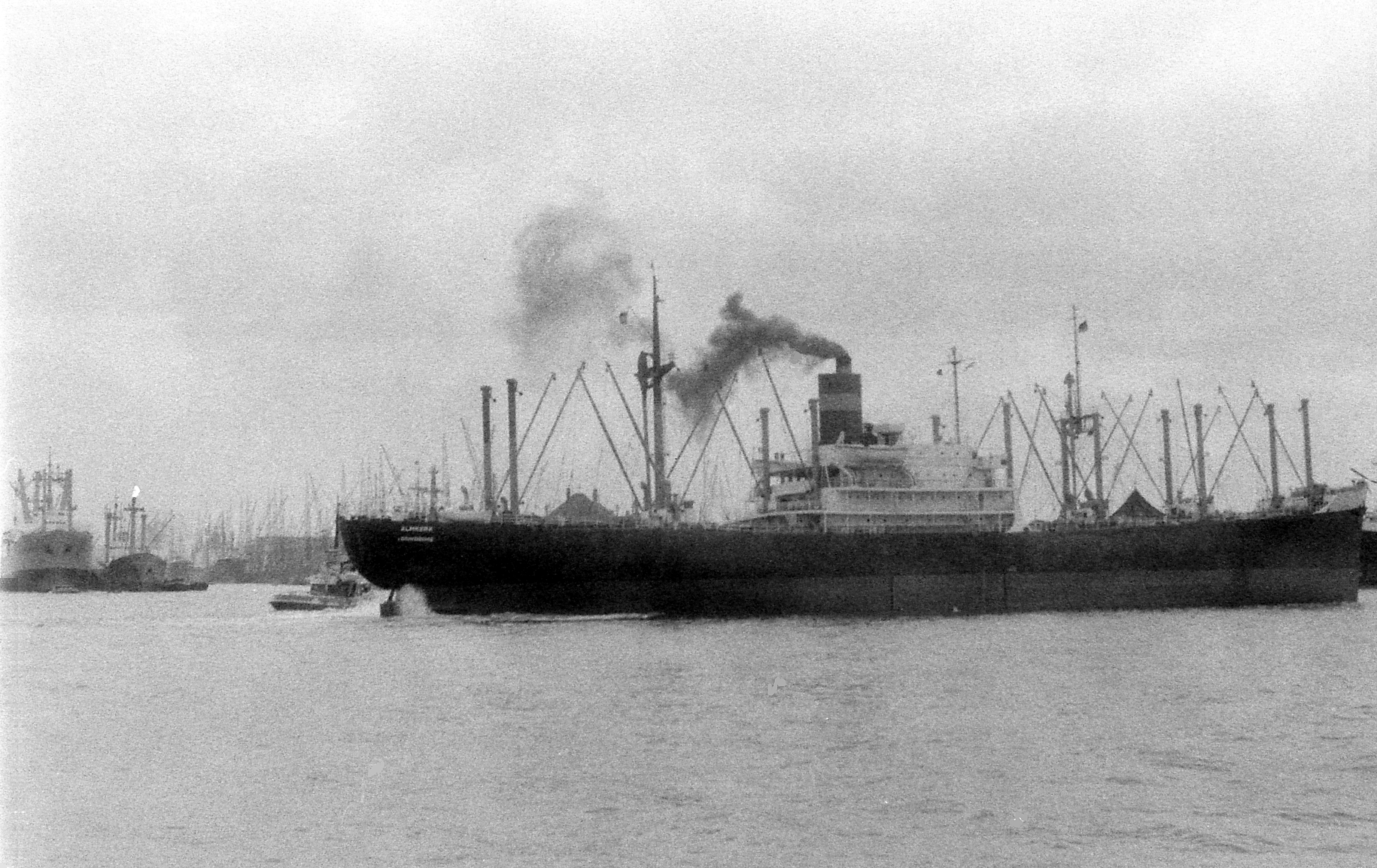
Die ehemalige HMS Patroller (D07) (ex USS Keweenaw (CVE-44)) nach dem Krieg als niederländische Almkerk

Der C3-Stückgutschiffstyp, oder einfach C3-Frachter, war ein Serienfrachtschiffstyp, der während des Zweiten Weltkriegs auf verschiedenen Werften in den Vereinigten Staaten gebaut wurde. Der Schiffstyp entstand von 1939 bis 1947 in 165 Exemplaren.

## Geschichte
Der Ende der 1930er Jahre konstruierte C3-Frachter entstammte dem Long Range Shipbuilding Program der United States Maritime Commission (MARCOM). Die US-Behörde MARCOM stellte den Werften, Schiffbauingenieuren und Reedereien zunächst einen Grundentwurf vor. Der endgültige Entwurf stellte einen verhältnismäßig schnellen Schiffstyp dar, der sich mit 16,5 Knoten Geschwindigkeit im Kriegsfall gut als Hilfsschiff verwenden ließ. Die ersten beiden Prototypen wurden schließlich ab 1939 unter Berücksichtigung der eingebrachten Verbesserungsvorschläge gebaut. Durch die Standardisierung des Entwurfs und der verbauten Komponenten konnte ein günstiger Baupreis erzielt werden, welcher insbesondere im Zusammenhang mit den gewährten staatlichen Beihilfen für die Betreiber, mit vergleichbaren Entwürfen anderer Schiffbauländer konkurrieren konnte. Das C3-Typschiff war die am 28. September 1939 abgelieferte Exporter.
Der Basisentwurf besaß fünf Laderäume und hatte eine Tragfähigkeit von etwa 12.500 Tonnen. Die Standardschiffe hatten eine Länge von knapp 150 Metern, eine Breite von 21,2 Meter und einen Tiefgang von 8,7 Meter (Spätere C3-Schiffe besaßen teilweise abweichende Abmessungen). Die meisten Rümpfe waren in Gemischtbauweise teils geschweißt und teils genietet. Bei den wenigen komplett geschweißten Schiffen konnten bis zu 600 Tonnen Stahlbaugewicht eingespart werden. Da die durchschnittliche Bauzeit der vergleichsweise komplexen Vorkriegskonstruktion etwa 190 Tage betrug, konzentrierte sich im Laufe des Krieges ein Großteil des Schiffbaus in diesem Segment auf die einfacher und schneller zu produzierenden Liberty-Schiffe.
Angetrieben wurde die Mehrzahl der C3-Schiffe durch eine General Electric-Dampfturbinenanlage, die von zwei Foster-Wheeler-Kesseln mit Dampf versorgt wurde und ihre 6250 kW Leistung über ein zweifach untersetztes Getriebe auf den Propeller abgab. Die schnellsten Ausführungen erreichten bei den Werftprobefahrten Geschwindigkeiten bis zu 19 Knoten. Die Alternative war eine Getriebemotorenanlage mit vier Tauchkolbenmotoren und einer maximalen Propellerdrehzahl von 85/min.
Die nautische Ausstattung umfasste unter anderem einen Kreiselkompass. Die mittschiffs angeordneten Aufbauten boten auf drei Decks im Vergleich zu älteren Schiffstypen einen besseren Komfort.
C3-Schiffe wurden unter anderem an die Reedereien American Export Lines, Seas Shipping, American South African Line, Four Aces, American President Lines und Moore-McCormack Lines abgeliefert. Als kommerziell eingesetzte Frachtschiffe wurden die C3-Typen bis in die 1970er Jahre benutzt.
Während des Zweiten Weltkriegs wurde eine große Anzahl von C3-Frachtern von der US Navy und vom United States Maritime Service eingesetzt. Hervorzuheben sind die Umbauten zu Geleitflugzeugträgern der Charger-Klasse und Bogue-Klasse.